# Emily Richard
Pour les articles homonymes, voir Richard.
Emily Richard, née le 25 janvier 1948 à Londres (Royaume-Uni) et  morte le 2 octobre 2024, est une actrice britannique.

## Filmographie
- 1970 : Jane (téléfilm) : Sybil
- 1972 : Emmerdale Farm (série télévisée) : Gwen Russell
- 1976 : The Glittering Prizes (feuilleton TV) : Anna Cunningham
- 1976 : Lorna Doone (feuilleton TV) : Lorna Doone
- 1978 : Enemy at the Door (série télévisée) : Clare Martel
- 1981 : The Three Sisters (téléfilm) : Irina
- 1982 : The Life and Adventures of Nicholas Nickleby (feuilleton TV) : Kate Nickleby / Mrs. Curdle
- 1983 : The Cleopatras (feuilleton TV) : Cleopatra Tryphaena II
- 1983 : The Dark Side of the Sun (feuilleton TV) : Anne Tierney
- 1985 : Oscar (série télévisée) : Constance Wilde
- 1987 : The Secret World of Polly Flynt (téléfilm) : Alice Flint
- 1987 : Empire du soleil (Empire of the Sun) : Mary Graham, Jim's mother
- 1988 : Hansel and Gretel : Mother
- 1991 : How's Business : Mrs. Rose
- 1991 : The Strauss Dynasty (feuilleton TV) : Adele